# Charles Emil Lewenhaupt (1751–1832)
Charles Emil Lewenhaupt, född den 8 juli 1751 på Svabesholm i Mellby socken, Kristianstads län, död den 15 augusti 1832 i Alingsås, var en svensk greve och militär.
Lewenhaupt skrevs in som student vid Uppsala universitet 1763. Han blev volontär och vaktmästare vid Gula husarregementet 1764, underofficer 1767, fältväbel vid Nylands dragonregemente 1768, vid Bohusläns dragonregemente 1769, stabskornett där 1770, löjtnant 1774, kapten 1775 och korpral vid Livdrabantkåren 1777. Lewenhaupt blev sekundmajor vid Mörnerska husarregementet 1785, premiärmajor där 1791, överstelöjtnant i armén 1792 och vid regementet 1793, överste i armén och kaptenlöjtnant i survivans i Livdrabantkåren 1795, överstelöjtnant vid Västgöta dragonregemente 1802 och kaptenlöjtnant vid Livdrabantkåren samma år. Han blev chef för Älvsborgs lantvärnsbrigad 1808 och tilldelades generalmajors namn, heder och värdighet 1818. Lewenhaupt ägde Nolhaga i Alingsås socken. 
Charles Emil Lewenhaupt var son till Mauritz Casimir Lewenhaupt och dotterson till Charles Emil Lewenhaupt den äldre. Han gifte sig 1781 med friherrinnan Christina Maria Alströmer (1762–1840), dotter till kommerserådet, friherre Patrik Alströmer och hans första fru friherrinnan Christina Maria Ollonberg. Makarna Lewenhaupt var föräldrar till Adolf Patrik och Charles Emil Lewenhaupt.

## Grader
- volontär och vaktmästare vid Gula husarregementet 1764

## Ordnar
- Riddare av Kungliga Svärdsorden 1797, kommendör 1813 och kommendör med stora korset 1815.